# 1869 na música
Nasce Maria Altoviti, na Cidade de Cesena, Emília-Romanha. 

## Nascimentos
| Data      | Nome          | Profissão  | Nacionalidade | Observações | Ref |
| --------- | ------------- | ---------- | ------------- | ----------- | --- |
| 5 de Maio | Hans Pfitzner | compositor | Alemanha      | m. 1949     |     |

## Mortes
| Data           | Nome                    | Profissão             | Nacionalidade  | Observações | Ref |
| -------------- | ----------------------- | --------------------- | -------------- | ----------- | --- |
| 8 de Março     | Hector Berlioz          | compositor            | França         | n. 1803     |     |
| 18 de Dezembro | Louis Moreau Gottschalk | pianista e compositor | Estados Unidos | n. 1829     |     |
| 23 de Dezembro | Julian Fontana          | pianista e compositor | Polónia        | n. 1810     |     |